# والتر گیسکینگ
والتر گیسکینگ (آلمانی: Walter Gieseking؛ ۵ نوامبر ۱۸۹۵ – ۲۶ اکتبر ۱۹۵۶) نوازنده پیانو و آهنگساز زاده فرانسه اهل آلمان بود. او بیشتر آثار پیانوی سولو ولفگانگ آمادئوس موتسارت را ضبط کرده است.